# Kid 'n Play
Kid 'n Play é uma dupla americana de hip hop originária de Nova Iorque, muito popular no final dos anos 1980 e início dos anos 1990. A dupla era composta por Christopher Reid (nascido em 5 de abril de 1964) e Christopher Martin (nascido em 10 de julho de 1962) trabalhando juntamente com o DJ Mark "DJ Wiz" Eastmond. Além de suas carreiras musicais bem sucedidas, foram também são notáveis em atuações no cinema.

## Discografia

### Álbuns
| Ano  | Título                                                                             | Posição nas paradas | Posição nas paradas | Certificações |
| Ano  | Título                                                                             | U.S.                | U.S. R&B            | Certificações |
| ---- | ---------------------------------------------------------------------------------- | ------------------- | ------------------- | ------------- |
| 1988 | 2 Hype - Lançamento: 21 de outubro de 1988 - Gravadora: Select                     | 96                  | 9                   | - EUA: Ouro   |
| 1990 | Funhouse - Lançamento: 13 de março de 1990 - Gravadora: Select                     | 58                  | 11                  | - EUA: Ouro   |
| 1991 | Face the Nation - Lançamento: 24 de setembro de 1991 - Gravadora: Select / Elektra | 144                 | 27                  |               |

### Singles
| Ano                                                                                           | Título                     | EUA     | EUA | EUA     | UK | Álbum                         |
| Ano                                                                                           | Título                     | Hot 100 | Rap | Hip hop | UK | Álbum                         |
| --------------------------------------------------------------------------------------------- | -------------------------- | ------- | --- | ------- | -- | ----------------------------- |
| 1987                                                                                          | "Last Night"               | —       | x   | —       | 71 | 2 Hype                        |
| 1988                                                                                          | "Do This My Way"           | —       | x   | —       | 48 | 2 Hype                        |
| 1988                                                                                          | "Gittin' Funky"            | —       | 24  | 53      | 55 | 2 Hype                        |
| 1989                                                                                          | "Rollin' with Kid 'n Play" | —       | 2   | 11      | —  | 2 Hype                        |
| 1989                                                                                          | "2 Hype"                   | —       | 19  | 46      | 88 | 2 Hype                        |
| 1990                                                                                          | "Funhouse"                 | —       | 1   | 27      | —  | Funhouse                      |
| 1990                                                                                          | "Back To Basics"           | —       | 16  | 69      | —  | Funhouse                      |
| 1991                                                                                          | "Ain't Gonna Hurt Nobody"  | 51      | 1   | 26      | —  | Face the Nation               |
| 1991                                                                                          | "Slippin'"                 | —       | —   | —       | —  | Face the Nation               |
| 1994                                                                                          | "Bounce"                   | —       | —   | —       | —  | House Party 3 (trilha-sonora) |
| "—" denota que o disco não entrou nas paradas "x" denota que esta parada não existia na época |                            |         |     |         |    |                               |

## Filmografia
- Kid 'n Play (1990–1991, animação, NBC)
- The Earth Day Special (1990)
- House Party (1990)
- House Party 2 (1991)
- Class Act (1992)
- House Party 3 (1994)
- House Party: Tonight's the Night (2013)